# Potato (banda)
Potato (en tailandés: โป เต โต้), es una banda de rock tailandés. La banda ganó numerosos premios por su popularidad. Entre 2001 y 2023 lanzaron 8 álbumes de estudio.
Fue formado por Peechanit OAN-Aari, Nantakrai Chao-Jaiharn (o de la nota) y Suwatin Watthanawitukun (o Bom), pero en la actualidad (2009) ninguno de los miembros fundadores siguen perteneciendo a la banda.
Su vocalista original fue Peechanit OAN-Aari (también conocido como Pee), pero falleció el 3 de octubre de 2002. Esto condujo a la fragmentación de la banda, pero la banda se reunió en 2003 nuevamente. Por el momento, Potato tiene un nuevo baterista llamado Kan Uamsupan (o Kan) en lugar de Bom Suwatin Watthanawitukun, que ahora toca los tambores SUPERSUB para banda de respaldo.

## Discografía

### Álbumes de estudio

#### Potato (2001; 1st)
1. เร็วมาก (Rew mark)
2. เธอไปกับใคร (Ter pai kub krai)
3. ร้องไห้ไม่เป็น (Rong hai mai pen)
4. ลืมมันซะ (Luem mun sa)
5. อยู่นี่ไง..เพื่อน (Yoo nee ngai...puen)
6. ทำนองที่หายไป (Tum-nong tee hai pai)
7. ไม่ให้เธอไป (Mai hai ter pai)
8. คนดีไม่มีที่อยู่ (Khon dee mai mee tee yoo)
9. วันละ 1 หน (Wun la nueng hon)
10. ส้วม (Suam)

#### Go...On (2003; 2nd)
1. ไม่ให้เธอไป (Mai hai tur pai)
2. ชู้ บี ดู วับ (Choo be doo wub)
3. ทำไมหน้าบึ้ง (Tum mai nah bueng)
4. ผู้ชายขี้กลัว (Poo chai kee krue)
5. ไม่เป็นไรเกรงใจ (Mai pen rai klieng jai)
6. น้ำหอม (Num hom)
7. กล้าพอไหม (Kla por mai)
8. ความทรงจำ (Kwam song jum)
9. ลืมตาในน้ำ (Luem tah nai num)
10. อย่าไปเสียน้ำตา (Yai pai sei num tah)
11. ไม่น่าเลย (Mai nah loey)

#### Focus (2004)
1. ขอบใจ (khorb jai)
2. Sassy Girl
3. กล้าพอไหม (glah por mai)
4. ทำนองที่หายไป (tum norng tee hai bai)
5. คนดีไม่มีที่อยู่ (khon dee mai mee tee yuu)
6. ไม่ให้เธอไป (mai hai tur bai)
7. ซู้ปิดูวับ (shuu be duu wab)
8. ผู้ชายขี้กลัว (phuu chai khee gluah)
9. ลืมตาในน้ำ (leurm dtaa nai naam)
10. เธอไปกับใคร (tur bai gab khrai)

#### Life (2005; 3rd)
1. ที่เดิม (Tee derm)
2. ปากดี (Pak dee)
3. ลา ลา ลา (La la la)
4. วางไว้ (Wang wai)
5. ภาษากาย (Pa sar kai)
6. Letter
7. รักแท้ ดูแลไม่ได้ (Ruk tae doo lae mai dai)
8. อย่าทำหน้าตาดี (Yah mar tum nah tah dee)
9. กำแพง (Gum pang)
10. สามเวลา (Sarm we lah)
11. หวังดีเสมอ (Wung dee sar mher)

#### Collection (2006)
1. ขอบคุณที่รักกัน (Medium) (Khob khun tee ruk kun)
2. ไม่ให้เธอไป (Mai hai ter pai)
3. ลืมตาในน้ำ (Luem ta nai narm)
4. ปากดี (Park dee)
5. ทำนองที่หายไป (Tum norng tee hai pai)
6. กล้าพอไหม (Kla por mai)
7. คนดีไม่มีที่อยู่ (Khon dee mai mee tee yoo)
8. รักแท้ดูแลไม่ได้ (Ruk tae doo lae mai dai)
9. Sassy Girl
10. ที่เดิม (Tee derm)
11. ภาษากาย (Pasa kai)
12. ขอบใจ (Khob jai)
13. น้ำหอม (Narm hom)
14. ขอบคุณที่รักกัน (Acoustic) (Khob khun tee ruk kun)

#### Sense (2007; 4th)
1. บันไดเสียง (Bun dai sieng)
2. เพียงพอ (Pieng por)
3. คนกลาง (Khon klang)
4. ห้ามใจไม่ไหว (Harm jai mai wai)
5. เข้าทาง (Kao tarng)
6. ฟังความข้างเดียว (Fung kwam karng diew)
7. ปล่อย (Ploi)
8. นี่แหละความเสียใจ (Nee lae kwam sei jai)
9. ถ้าพรุ่งนี้ฉันทําไม่ได้ (Tah proong nee chun tum mai dai)
10. ชีวิตที่ขาดเธอ (Chewit tee kard ter)
11. Night Life

### Refresh (2008)
1. รักเธอไปทุกวัน (Ruk ter pai tuk wan)
2. อารมณ์สีเทา (A-rom si tao)
3. ที่เดิม Refresh (Tee derm Refresh)
4. ลา ลา ลา Refresh (La la la Refresh)
5. คำตอบของหัวใจ Refresh (Kam tob khong hua jai Refresh)
6. นี่แหละความเสียใจ Refresh (Nee lae kwam sei jai Refresh)
7. ปากดี Refresh (Park dee Refresh)
8. Sassy Girl Refresh
9. เพียงพอ Refresh (Pieng por Refresh)
10. รักแท้ดูแลไม่ได้ Acoustic Piano (Khob khun tee ruk kun)

#### Circle (2008; 5th)
1. Circle
2. ทนพิษบาดแผลไม่ไหว (Ton pis baad phae mai whai)
3. รอ (Rau)
4. ฉันรักเธอ (Chan ruk ther)
5. พระจันทร์ดวงเก่า (Pra jun daung kao)
6. สิ่งที่ใจต้องการ (Sing tee jai tong karn)
7. Share
8. เบียด (Biad)
9. ยื้อ (Yue) (Feat. เต๋า Sweet Mullet; OST. The Coffin โลงต่อตาย)
10. มีอะไรจะเล่าให้ฟัง (Mee aa rai ja lao hai fang)

#### Human (6th; 2011)
1. เล่นลิ้น (Len lin)
2. ไม่รู้จะอธิบายยังไง (Mai roo ja ar ti bai yang ngai)
3. จำอะไรไม่ได้ (Jam ar rai mai dai)
4. ง่ายๆ (Ngai ngai)
5. เธอยัง... (Ther young)
6. Human (Feat.Oang AB Normal)
7. อาย (Ay)
8. สัญญา (San ya)
9. อุปสรรคก่อให้รักบังเกิด (Feat.Singto Numchoke) (Up pa sak kor hai rak bang kerd)
10. รัก...จัดให้ (Rak jad hai)
11. สัญญา (Original Version) (San ya)

### Thon Yen (2013)
1. ฮู้ฮู (Hoo hoo)
2. กี่พรุ่งนี้ (Kee prung nee)
3. Postcard

### Sin título (2015)
1. สมดุล (Som doon)
2. ทิ้งไว้กลางทาง (Ting wai klang tang)
3. รอย (Roi)